# Арабаджиян, Артеник
Артеник Арабаджиян (болг. Артеник Арабаджиян, 16 февраля 1930, Хасково, Болгария — 1 мая 2017, Нью-Йорк ) — болгарский баскетболист, тренер и баскетбольный судья армянского происхождения. В 2009 году включён в зал славы ФИБА. Входит в число 50 человек, внёсших наибольший вклад в развитие Евролиги.
В качестве игрока четырехкратный чемпион Болгарии: в 1952 и 1953 года в составе клуба «Ударник София», в 1955 и 1957 годах в составе софийского «Спартака».
Судья ФИБА с 1967 по 1983 годы. Судил мужские турниры на Олимпиадах: Мюнхен 1972, Монреаль 1976 и Москва 1980. Судил на 2 чемпионатах мира среди мужчин: Пуэрто-Рико в 1974 году и Филиппины в 1978 году. Судил на 6 европейских чемпионатах среди мужчин: Италия 1969, Германия 1971, Югославия 1975, Бельгия 1977, Италия 1979 и Чехословакия в 1981 году.
Судил четыре финальных поединка клубного Кубка Европы (ныне Евролига): в 1973 финал между «Варезе» и «ЦСКА Москва» в Льеже, в 1974 году финал между «Варезе» и «Реалом Мадрид» в Нанте, в 1976 году финал между «Варезе» и «Реалом Мадрид» в Женеве, а в 1978 году финала между «Реалом Мадрид» и «Варезе» в Мюнхене. В 1983 году ушёл завершил карьеру судьи, с 1983 по 1991 годы работал Комиссаром ФИБА.
Имя Артеника Арабаджияна часто ассоциируется со спорными и имевшими широкий международный резонанс решениями, принятыми им и его помощником бразильцем Ренато Ригетто в финальном поединке Олимпийских игр 1972 года между сборными СССР и США.